# Aviolanda
De Maatschappij voor Vliegtuigbouw Aviolanda NV was een Nederlandse vliegtuig- en carrosseriebouwer in Papendrecht en Woensdrecht, opgericht in 1927 en gesloten in 1967. Sinds 2008 is de naam in gebruik voor een bedrijventerrein bij Vliegbasis Woensdrecht waarop bedrijven en opleidingen rond onderhoud in de luchtvaart worden gebundeld.

Logo van de vliegtuigbouwer Aviolanda

## Oprichting
De vennootschap werd in mei 1927 opgericht in Rotterdam door Hendrik Adolph Burgerhout (1886-1932), directeur van Burgerhout's Machinefabriek en Scheepswerf NV te Rotterdam en Scheepsbouwwerf Gebr. Pot te Bolnes. Het bedrijf werd gevestigd in Papendrecht op een deel van het terrein van NV Scheepswerf voorheen Wed. A. van Duyvendijk. Zodoende kon Aviolanda de licentiebouw van de vliegboot Dornier J "Wal" op zich nemen. Hiervan heeft men er 41 gebouwd (drie uit onderdelen afkomstig van het Italiaanse CMASA). De oorspronkelijke opdracht was echter 72 stuks. Deze order en de order voor enkele schepen werden verkleind vanwege de crisis. Dit leidde ertoe dat de scheepswerf failliet ging en Burgerhout in 1932 zelfmoord pleegde. Zijn zoon Hendrik Adolph Burgerhout jr. en P.A. van de Velde gingen vervolgens verder met Aviolanda. Nog voor de oorlog bouwde Aviolanda zes Curtiss P-6E Hawk I in licentie voor de ML-KNIL, twee Koolhoven FK.43's en de rompen van vierentwintig Koolhoven FK.51's.

## De Dornier Do.24K

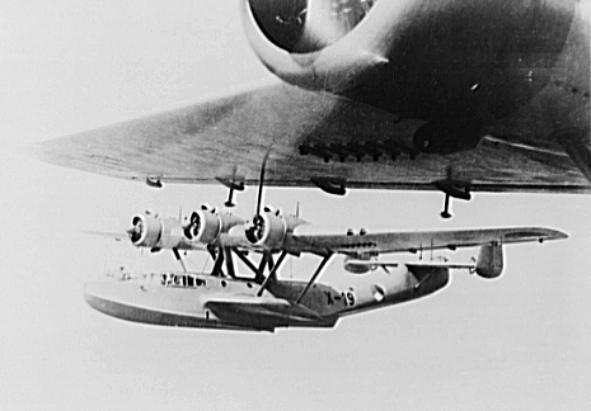
Do 24K-1 X-19 MLD 1941

Aviolanda is vooral bekend geworden door de licentiebouw van de Dornier Do.24K, een vliegboot die speciaal ontworpen was voor de Nederlandse Marine. Op 21 augustus 1936 ontving Aviolanda de licentieopdracht, waarbij De Schelde garant zou staan voor de vleugels en de motorgondels. De eerste order kwam binnen in 1938. Er werden uiteindelijk 43 toestellen besteld. Hiervan zijn slechts acht geleverd.

## Eigen jachtvlieguig
Omstreeks 1938 heeft Aviolanda geprobeerd een jachtvliegtuig te ontwikkelen, maar dit project is niet verder gekomen dan een mock-up (1:1 voorstelling) zonder motor.

## De Duitse bezetting
Toen de Duitsers in mei 1940 Nederland bezetten, werd opdracht gegeven de half-afgebouwde Do 24K's af te bouwen, dertien in totaal. Deze werden vervolgens nog aangepast door Weser Flugzeug Werke in Einswarden en als Do 24N in gebruik genomen door de Duitse reddingsbrigade (Seenotdienst). In 1941 besloten de Duitsers een verbeterd type van de Do 24 te laten maken, de Do 24T. De combinatie Aviolanda/Schelde en Fokker, dat in 1942 ook bij de productie werd betrokken, bouwde hiervan tot het einde van de oorlog uiteindelijk ongeveer 180 stuks. Aviolanda had in 1944 gedurende enkele maanden ook een vestiging in Slikkerveer.

## Na de Tweede Wereldoorlog
Om te kunnen overleven en om verzekerd te zijn van overheidssteun, ging Fokker met De Schelde en Aviolanda in 1947 een fusie aan tot de NV Verenigde Nederlandse Vliegtuigfabrieken 'Fokker'. Binnen Aviolanda waren er bezwaren tegen de overheersing van Fokker, de samenwerking werd formeel in 1949 weer ontbonden maar pas in 1951 financieel afgerond. In 1968 ging Aviolanda echter alsnog op in Fokker.
In 1948 werden zeven Fairey Firefly's Mark F.1 voor de KNIL omgebouwd tot trainerversies T.1 "advanced trainer" en T.2 "weapons trainer". Na de oorlog heeft Aviolanda ook meegewerkt aan de bouw/revisie van de Gloster Meteor, Hawker Hunter en de Lockheed F-104 Starfighter.

### De Catalina

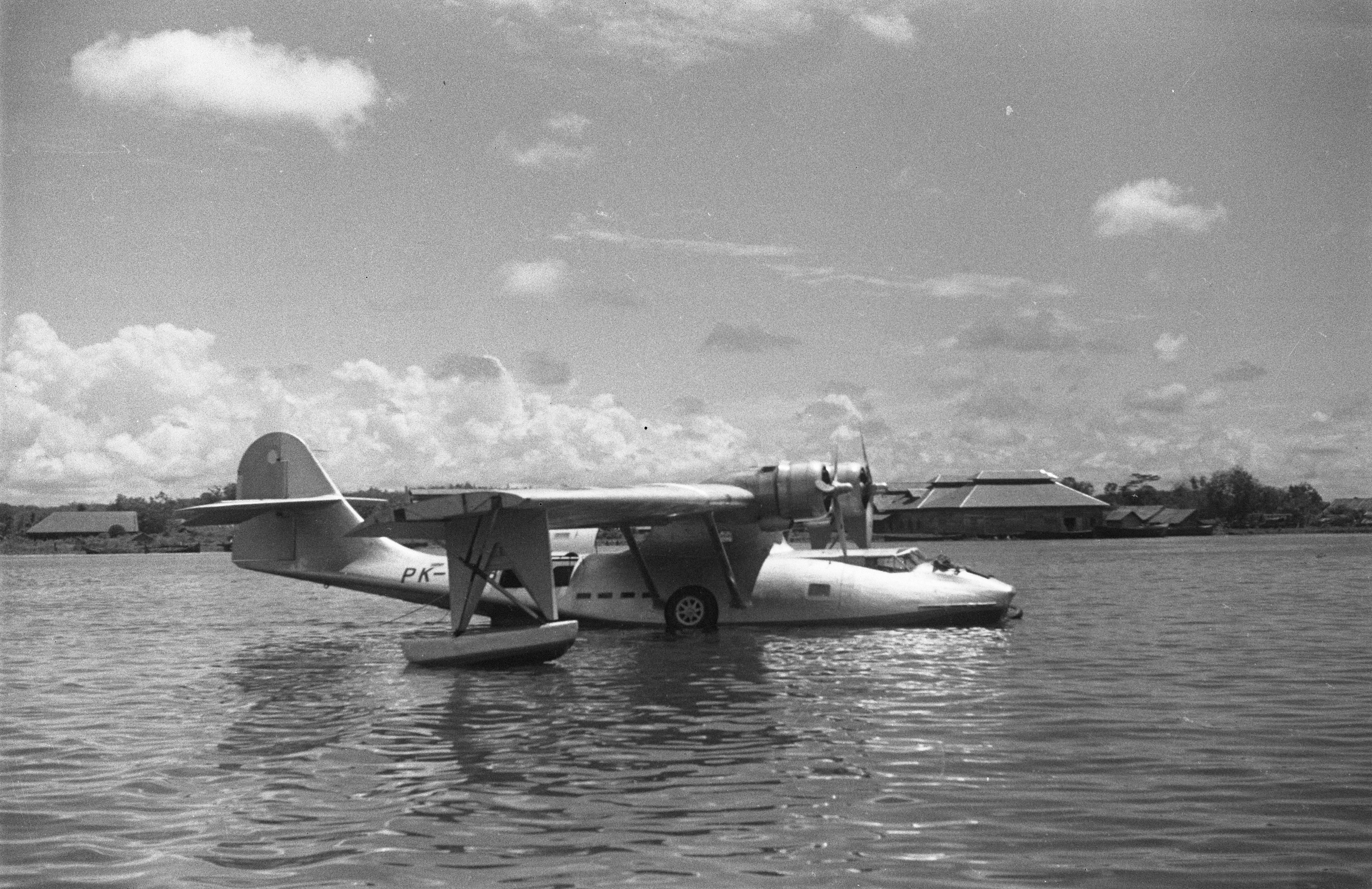
Catalina vliegboot drijft op een rivier in Nederlands-Indië

Rond 1935 kwam de Catalina op de markt, een groot watervliegtuig. Nederland heeft er 48 besteld voor gebruik in Nederlands-Indië, maar door de Japanse inval zijn daar maar 36 van geleverd. Negen stuks zijn bij het uitbreken van de oorlog daar naar Australië ontsnapt. Na de onafhankelijkheid van Indonesië zijn de overgebleven Catalina's ingezet in Nieuw-Guinea. Om het aantal weer op peil te brengen kocht Nederland nog 29 Catalina's uit dumpvoorraden van de Verenigde Staten en Engeland. Deze toestellen waren vaak in een heel slechte staat. Zij zijn door Aviolanda volledig gerestaureerd en vliegklaar gemaakt; het bedrijf had immers een grote ervaring met vliegboten. Ook deed Aviolanda het groot onderhoud van deze toestellen als zij in Nederland waren. Ze waren dan gestationeerd op de vliegbasis Valkenburg, en werden overgevlogen naar Papendrecht, waar ze op de Merwede landden. Alhoewel de Catalina-order zeker niet de grootste uit te naoorlogse geschiedenis van Aviolanda was, sprak deze order wel tot de verbeelding door de imposante vliegtuigen die landden op de Merwede bij Papendrecht.

### Het doelvliegtuig
Aviolanda heeft rond 1954-1959 onbemande doelvliegtuigen ontwikkeld, onder andere de T-11, T-20en AT-21. Met de constructie van de T-11a werd medio 1954 begonnen. Van de AT-21 waren in de tweede helft van maart 1956 de eerste drie prototypes gereed voor proefvluchten. De doelvliegtuigen zijn nooit verder in productie genomen.

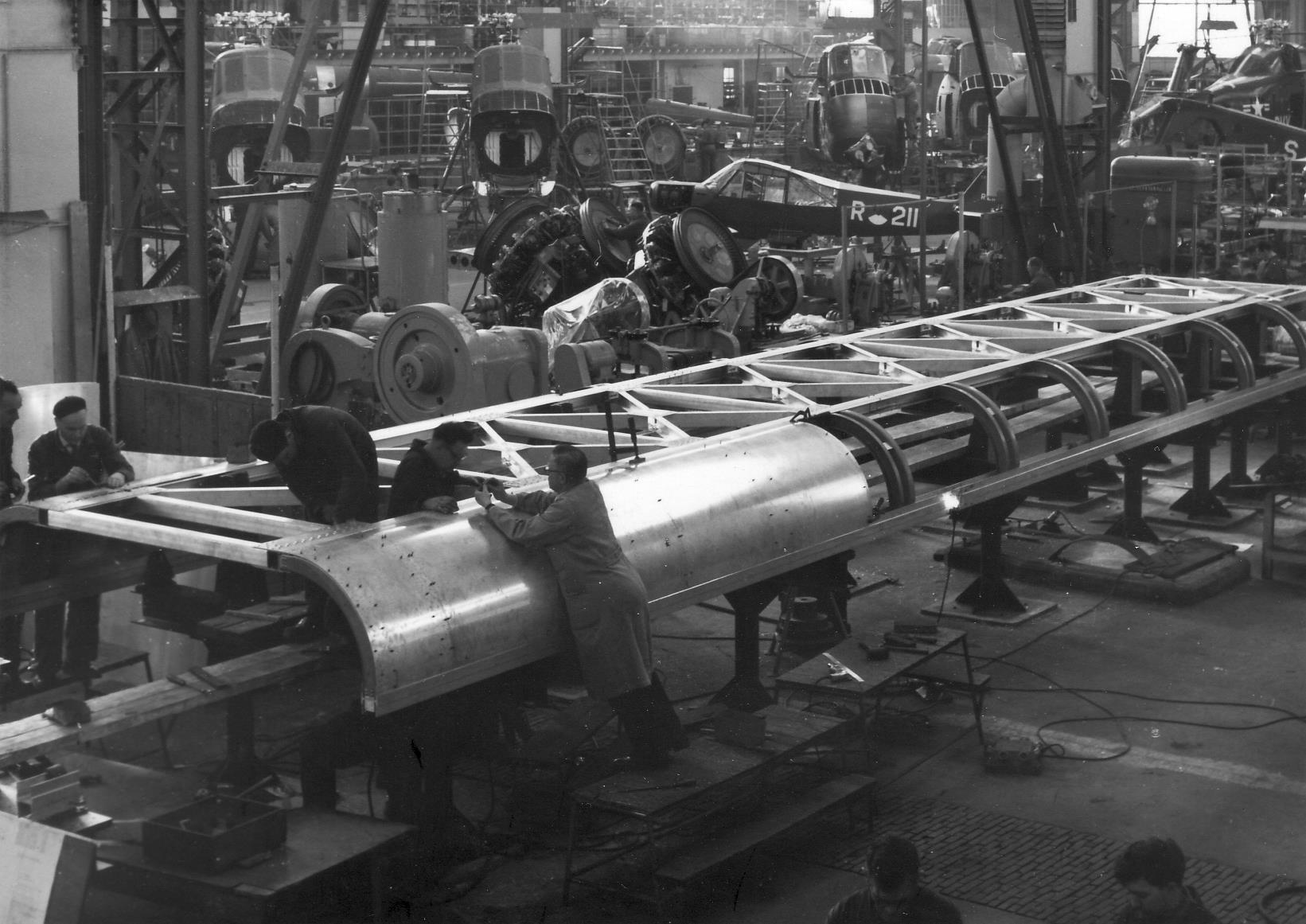
Aviobrug in aanbouw in de fabriek in Papendrecht

### De Aviobrug
In 1961 kwam in samenwerking met Schiphol, de KLM en de machinefabriek Unicum te Weert de eerste vliegtuigbrug tot stand. Deze Aviobrug was de eerste passagiersbrug op de Europese vliegvelden. Ook dit onderdeel kwam bij Fokker terecht maar werd in 1979 weer verzelfstandigd en ging als Aviobridge BV verder onder de vleugels van De Biesbosch te Dordrecht. 

## De NHI
In 1955 werd de Nederlandse Helikopter Industrie (NHI) opgericht. Dit was een samenwerkingsverband tussen Aviolanda, Kromhout en Fokker om de SOBEH H-2 in productie te nemen. De assemblage van de verschillende onderdelen vond plaats op vliegveld Zestienhoven. In 1959 ging de assemblage over naar Aviolanda en daar maakte men in aanvulling op de negen op Zestienhoven geassembleerde toestellen, nog twee exemplaren. In 1961 werd de productie gestaakt.

## Diversen
- In 1946 richtten werknemers van de vliegtuigfabriek hun eigen voetbalvereniging op: V.V. Aviolanda. Na de fusie in 1967 werd de naam gewijzigd in V.V. Drechtstreek. Tevens werd het tafeltennissen onderdeel van de personeelsvereniging. De naam V. V. Aviolanda werd in 1970 gewijzigd in TTV Papendrecht. In Woensdrecht was er een actieve vogelvereniging georganiseerd door de personeelsvereniging, voornamelijk kanaries en tropische vogels.

- Kort na de bevrijding, in 1946-49, werd Aviolanda in opdracht van de Nederlandse Spoorwegen ingezet bij de bouw van autobuscarrosserieën om te helpen bij een snelle wederopbouw van het openbaar vervoer in Nederland. Het ging om opleggerbussen op DAF-onderstellen, Crossley- en Ford-bussen naar ontwerpen van Verheul.

## Aviolanda Woensdrecht
In Woensdrecht is de naam "Aviolanda" nog steeds zeer bekend. Er wordt thans een industrieterrein mee aangeduid, met vestigingen van onder andere de Fokker Services Group en NHIndustries. Het is ook de startplaats van wielerkoers de Slag om Woensdrecht.
Aviolanda Woensdrecht is een samenwerkingsverband tussen overheid, opleidingsinstituten en het bedrijfsleven. Het is in het leven geroepen om onderhoud in de luchtvaart in één gebied te concentreren. Op voormalig terrein van Fokker Technologies is ruimte vrijgemaakt voor verdere ontwikkeling. Vliegbasis Woensdrecht biedt de faciliteiten die nodig zijn om vliegtuigen te ontvangen en te laten vertrekken. Het onderhoud aan de motoren van de F-35 wordt als cruciaal onderdeel gezien van de ontwikkeling van Aviolanda Woensdrecht.